# Samantha Warriner
Samantha Warriner (* 1. August 1971 in Alton (Hampshire), England als Samantha Jane Warriner) ist eine ehemalige für Neuseeland startende Triathletin. Sie ist zweifache Olympionikin (2004, 2008), zweifache Aquathlon-Weltmeisterin (2004, 2009) und Ironman-Siegerin (2011) und wird in der Bestenliste neuseeländischer Triathletinnen auf der Ironman-Distanz geführt.

## Werdegang
2001 bestritt sie ihren ersten Triathlon und 2003 konnte sie bei der Ozeanischen Triathlon-Meisterschaft gewinnen.
Ihre Spitznamen sind Samma oder Wazza.

### Olympische Sommerspiele 2004
Sie startete 2004 und erneut 2008 im Triathlon bei den Olympischen Sommerspielen, wo sie den 18. und 16. Rang erreichte.
2004 und erneut 2009 wurde Warriner Aquathlon-Weltmeisterin (2,5 km Laufen, 1 km Schwimmen und 2,5 km Laufen). Im Dezember 2009 heiratete sie Stephen Bradley. Sie startete bei Wettkämpfen aber weiterhin unter ihrem Geburtsnamen Warriner.

### Ironman-Siegerin 2011
2010 wurde bei ihr eine Herzstörung festgestellt und nur 14 Wochen nach einer Herz-OP erreichte sie im März 2011 beim Ironman im neuseeländischen Taupo ihren ersten Sieg auf der Triathlon-Langdistanz (3,86 km Schwimmen, 180,2 km Radfahren und 42,195 km Laufen). Warriner wurde trainiert von Siri Lindley.
Im Juli 2012 kam ihre Tochter zur Welt und sie nahm eine Auszeit.
Seit 2013 war Warriner dann wieder im Triathlon-Weltcup aktiv, bis sie im Dezember 2015 ihre Profi-Karriere für beendet erklärte.
Samantha Warriner lebt heute in Whangārei.

## Sportliche Erfolge
| Datum/Jahr    | Rang | Wettbewerb                             | Austragungsort           | Zeit     | Bemerkung                                                                                               |
| ------------- | ---- | -------------------------------------- | ------------------------ | -------- | --- |
| 9. Aug. 2015  | 2    | Ironman 70.3 Dublin                    | Dublin                   |          | Zweite hinter der Britin Susie Cheetham                                                                 |
| 5. Okt. 2013  | 10   | Ironman 70.3 Lanzarote                 | Lanzarote                | 05:07:43 | |
| 8. Sep. 2013  | 5    | Ironman 70.3 Luxemburg                 | Remich                   | 04:33:01 | |
| 4. Dez. 2011  | 1    | Tinman Triathlon                       | Honolulu                 | 02:07:15 | |
| 5. Nov. 2011  | 2    | Ironman 70.3 Port Macquarie            | Port Macquarie           | 04:29:50 | |
| 18. Sep. 2011 | 3    | Ironman 70.3 Syracuse                  | Syracuse                 | 04:33:31 | |
| 19. Juni 2011 | 5    | UK Ironman 70.3                        | Somerset                 | 05:09:35 | |
| 12. Juni 2011 | 3    | Eagleman Ironman 70.3                  | Cambridge (Maryland)     | 04:23:02 | |
| 17. Apr. 2011 | 2    | Ironman 70.3 New Orleans               | New Orleans              | 03:41:31 | Witterungsbedingt musste das Rennen auf verkürztem Kurs – ohne die Schwimmdistanz – ausgetragen werden. |
| 17. Okt. 2010 | 3    | Ironman 70.3 Austin                    | Austin                   | 04:22:01 | [ 4 ]                                                                                                   |
| 15. Aug. 2010 | 3    | Ironman 70.3 Lake Stevens              | Lake Stevens, Washington | 04:29:09 | [ 5 ]                                                                                                   |
| 18. Juli 2010 | 1    | Ironman 70.3 Racine                    | Racine                   | 04:17:42 | |
| 13. Juni 2010 | 1    | Eagleman Ironman 70.3                  | Cambridge                | 04:20:01 | |
| 2. Mai 2010   | 2    | Ironman 70.3 St. Croix                 | Saint Croix              | 04:42:28 | [ 6 ]                                                                                                   |
| 18. Apr. 2010 | 1    | Ironman 70.3 New Orleans               | New Orleans              | 04:16:44 | vor der Zweitplatzierten Linsey Corbin                                                                  |
| 27. März 2010 | 9    | Ironman 70.3 California                | Oceanside                |          | hinter der Siegerin Mirinda Carfrae                                                                     |
| 7. Feb. 2010  | 4    | Ironman 70.3 Geelong                   | Geelong                  | 04:23:01 | [ 8 ]                                                                                                   |
| 19. Jan. 2010 | 1    | Port of Tauranga Half Ironman          | Hafen Tauranga           | 04:17:04 | Sieg vor der Schweizerin Caroline Steffen (2 km Schwimmen, 90 km Radfahren und 21,1 km Laufen)          |
| 1. Aug. 2009  | 1    | Steelhead Ironman 70.3                 | Benton Harbor            | 04:17:57 | Warriner siegte an ihrem 38. Geburtstag.                                                                |
| 8. Feb. 2009  | 1    | Ironman 70.3 Geelong                   | Geelong                  | 04:14:33 | Samantha Warriner erreichte den ersten Rang vor Yvonne van Vlerken.                                     |
| 10. Jan. 2009 | 1    | Port of Tauranga Half Ironman          | Hafen Tauranga           | 04:10:47 | Warriner finishte vor ihrer Landsfrau Joanna Lawn auf dem ersten Rang.                                  |
| 18. Aug. 2008 | 16   | Olympische Sommerspiele 2008           | Peking                   | 02:02:12 | |
| 20. Juli 2008 | 3    | ITU Triathlon World Cup                | Kitzbühel                | 01:58:04 | |
| 5. Juni 2008  | 3    | ITU Triathlon Short Distance World Cup | Vancouver                | 01:58:04 | |
| 26. Apr. 2008 | 1    | ITU Triathlon World Cup                | Tongyeong                | 01:49:49 | |
| 2007          | 11   | ITU Triathlon World Cup                | Hamburg                  |          | |
| 2007          | 6    | BG Triathlon Word Cup                  | Peking                   | 02:02:44 | Sechste auf der olympischen Distanz                                                                     |
| 2007          | 1    | BG Triathlon World Cup                 | Tiszaújváros             |          | |
| 10. Sep. 2006 | 8    | BG Triathlon Word Cup                  | Hamburg                  | 01:55:42 | [ 11 ]                                                                                                  |
| 6. Aug. 2006  | 2    | London Triathlon                       | London                   | 01:58:09 | |
| 2006          | 2    | Commonwealth Games 2006                | Melbourne                | 01:58:38 | Triathlon über die olympische Distanz (1,5 km Schwimmen, 40 km Radfahren, 10 km Laufen)                 |
| 2006          | 2    | Salford Triathlon                      | Salford                  | 01:58:38 | |
| Jan. 2005     | 1    | Port of Tauranga Half Ironman          | Hafen Tauranga           |          | |
| 2005          | 2    | ITU Triathlon World Cup                | Salford                  | 02:04:00 | |
| 25. Aug. 2004 | 18   | Olympische Sommerspiele 2004           | Athen                    | 02:08:42 | Triathlon                                                                                               |
| 15. Apr. 2003 | 1    | OTU Triathlon Oceania Championships    | Queenstown               | 02:06:37 | Siegerin bei der Ozeanischen Triathlon-Meisterschaft                                                    |

| Datum/Jahr    | Rang | Wettbewerb          | Austragungsort | Zeit     | Bemerkung                                      |
| ------------- | ---- | ------------------- | -------------- | -------- | ---------------------------------------------- |
| 8. Okt. 2011  | 19   | Ironman Hawaii      | Hawaii         | 09:43:25 |                                                |
| 24. Juli 2011 | 5    | Ironman Germany     | Frankfurt      | 09:18:04 |                                                |
| 5. März 2011  | 1    | Ironman New Zealand | Taupō          | 09:28:24 | nur 14 Wochen nach einer komplizierten Herz-OP |

| Datum/Jahr   | Rang | Wettbewerb                       | Austragungsort | Zeit | Bemerkung                                   |
| ------------ | ---- | -------------------------------- | -------------- | ---- | ------------------------------------------- |
| 1. Apr. 2005 | 3    | Xterra New Zealand Championships | Rotorua        |      | Dritte bei der Erstaustragung in Neuseeland |

| Datum/Jahr | Rang | Wettbewerb                       | Austragungsort | Zeit     | Bemerkung                                                                 |
| ---------- | ---- | -------------------------------- | -------------- | -------- | ------------------------------------------------------------------------- |
| 2009       | 1    | ITU Aquathlon World Championship | Gold Coast     | 00:33:10 | Aquathlon-Weltmeisterin (2,5 km Laufen, 1 km Schwimmen und 2,5 km Laufen) |
| 2004       | 1    | ITU Aquathlon World Championship | Madeira        |          | Aquathlon-Weltmeisterin                                                   |

(DNF – Did Not Finish)